# Chelaethiops minutus
Chelaethiops minutus là một loài cá vây tia thuộc họ Cyprinidae. Loài này có ở Burundi, Cộng hòa Dân chủ Congo, Tanzania, và Zambia.
Môi trường sống tự nhiên của chúng là hồ nước ngọt.